# DN57B
DN57B este un drum național din România aflat în județul Caraș-Severin și care leagă Oravița de Anina, apoi traversează Munții Semenic pe valea Minișului, coborând în valea Nerei și trecând în culoarul Timiș-Cerna unde se termină în DN6.